# Jersey Joe Walcott

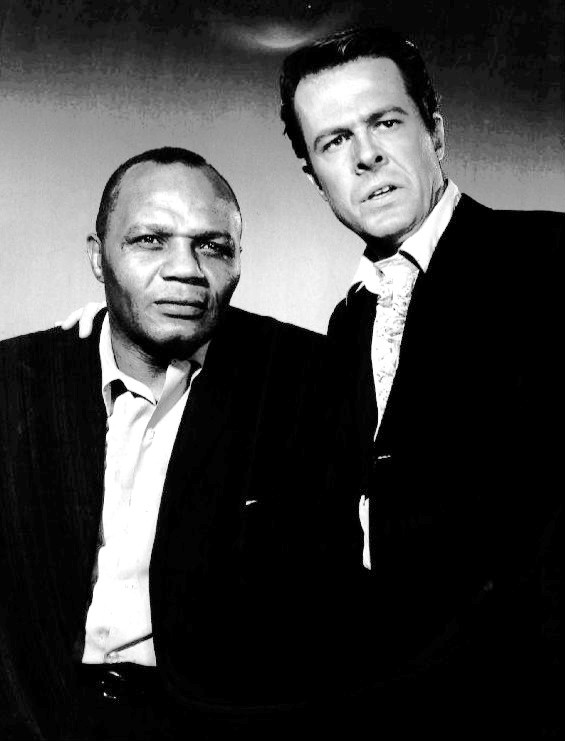
Jersey Joe Walcott

Arnold Raymond Cream, beter bekend als Jersey Joe Walcott (Pennsauken, 31 januari 1914 – Camden (New Jersey), 25 februari 1994) was een Amerikaans bokser. In 1951 werd hij de wereldkampioen zwaargewicht na het verslaan van Ezzard Charles. Hiermee brak hij het record van oudste man die de zwaargewichttitel won, op 37-jarige leeftijd. Hij hield dit record tot 1994, toen George Foreman op 45-jarige leeftijd deze titel won. In 1952 verloor Walcott de wereldtitel tegen Rocky Marciano. Walcott vocht in totaal 72 wedstrijden, waarvan 53 overwinningen (33 op knock-out), 18 nederlagen en 1 gelijkspel. 
Walcott was ook scheidsrechter voor verschillende bokswedstrijden, maar na het controversiële einde van het tweede gevecht tussen Muhammad Ali en Sonny Liston, werd Walcott niet opnieuw gevraagd om te arbitreren.